# Rio Rancho Grande
O rio Rancho Grande é um curso de água do estado de Santa Catarina, no Brasil. Deságua no rio Uruguai, no oeste do estado. Passa pelo interior de municípios como Concórdia, Alto Bela Vista e Presidente Castello Branco. Se localiza numa altitude de 497 metros acima do nível do mar e sua bacia hidrográfica abriga os municípios de Ouro, Jaborá e Ipira, além dos supracitados.  
1. ↑  «Rio Rancho Grande». Mapcarta. Consultado em 29 de julho de 2025